# Euxoa atropurpurea
Euxoa atropurpurea är en fjärilsart som beskrevs av Augustus Radcliffe Grote 1877. Euxoa atropurpurea ingår i släktet Euxoa och familjen nattflyn. Inga underarter finns listade i Catalogue of Life.